# Matteo Sanminiato
Matteo Sanminiato (Firenze, XVI secolo – Chieti, febbraio 1607) è stato un arcivescovo cattolico italiano.

## Biografia
Figlio del nobile lucchese Francesco Sanminiato, si formò presso l'università di Pisa e vi insegnò legge; fu anche letterato e membro dell'Accademia fiorentina.
Fu canonico del capitolo cattedrale di Fiesole e, grazie al granduca Cosimo I, ebbe un canonicato anche in Santa Maria del Fiore. Il granduca Francesco lo introdusse al servizio di suo fratello, il cardinale Ferdinando, e lo seguì a Roma presso la corte di pontificia.
Papa Gregorio XIII lo inviò come vicario apostolico a Tropea e poi a Catania e papa Innocenzo IX lo nominò inquisitore a Malta.
Dopo la morte del cugino Orazio, arcivescovo di Chieti, il 4 marzo 1592 papa Clemente VIII lo destinò a quella sede.
Si impegnò a migliorare la situazione economica del seminario diocesano e promosse lavori di restauro in cattedrale, nell'episcopio e per la residenza dei canonici.
Fu richiamato a Roma da papa Leone XI, ma dopo la precoce morte del pontefice rientrò a Chieti, dove morì dopo 14 anni di episcopato. La sua scomparsa fu pianta anche in un carme di Lucio Camarra.

## Genealogia episcopale
La genealogia episcopale è:
- Cardinale Juan Pardo de Tavera
- Cardinale Antoine Perrenot de Granvelle
- Cardinale Francisco Pacheco de Villena
- Papa Leone XI
- Arcivescovo Matteo Sanminiato